# Château de Numazu
Le château de Numazu (沼津城, Numazu-jō) se trouvait dans la ville actuelle de Numazu, préfecture de Shizuoka au Japon. C'était un hirayama-jō, c'est-à-dire un château de plaine par opposition aux châteaux en hauteur. Durant l'époque d'Edo, le château était le fief du clan Mizuno, daimyō du domaine de Numazu.

## Histoire

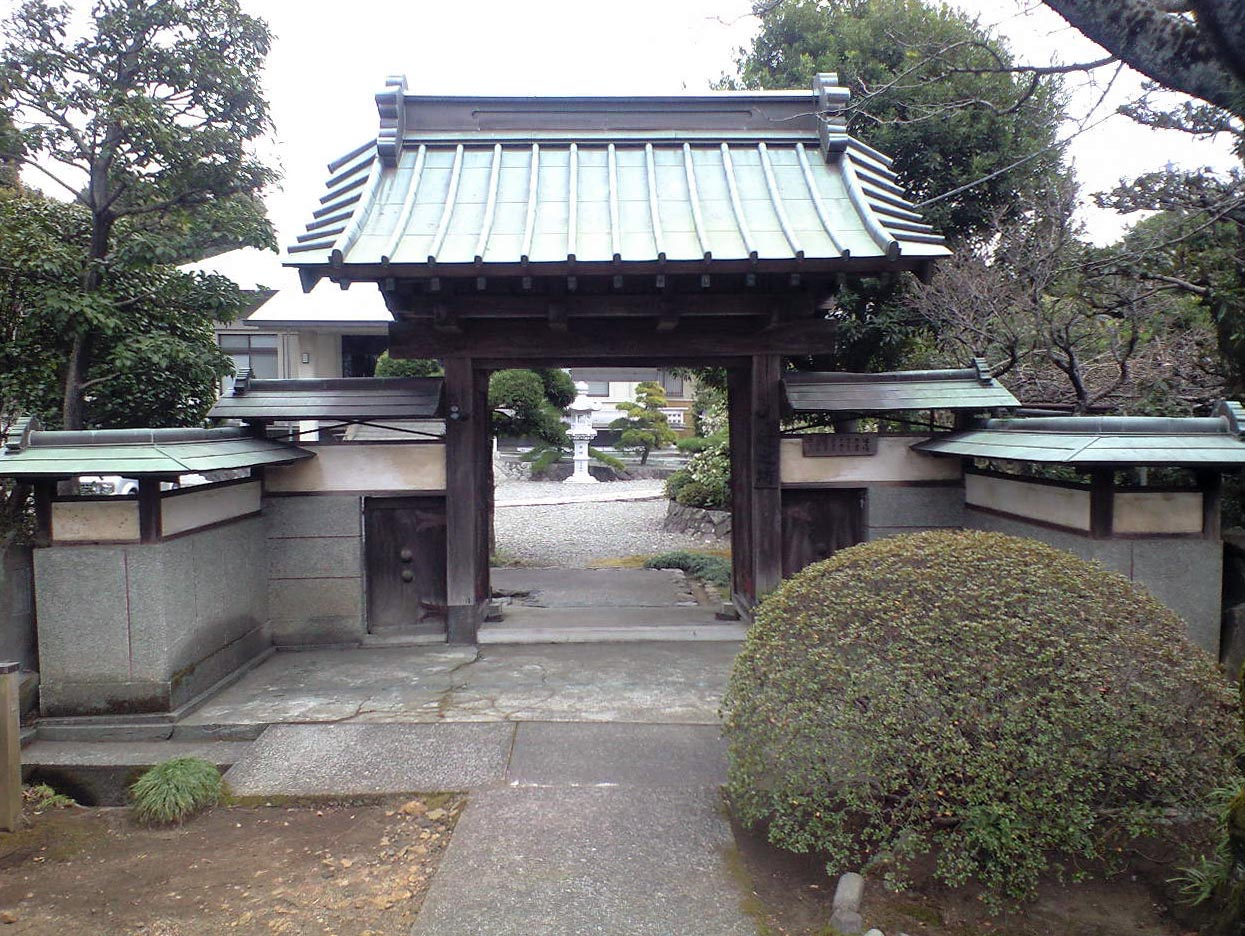
Porte du temple.

En avril 1777, quand l'ancien wakadoshiyori Mizuno Tadatomo est transféré du domaine d'Ōhama, province de Mikawa, à Numazu, il lui est accordé 20 000 koku de revenus et l'autorisation de construire un château. Il choisit pour emplacement les ruines du château de Sanmaibashi (三枚橋城), une fortification de l'époque Sengoku, érigée par Katsuyori Takeda en 1579 et détruite en 1614, quand la région de Numazu devient un territoire du shogunat Tokugawa après la mort de Tadasuke Ōkubo. Le château consistait en trois douves concentriques, formant trois mottes castrales avec un tenshu (donjon) de deux étages.
Numazu prospère durant l'époque d'Edo quand Numazu-juku vit au long du Tōkaidō et huit générations du clan Mizuno résident au château, avec des revenus s'élevant à 50 000 koku.

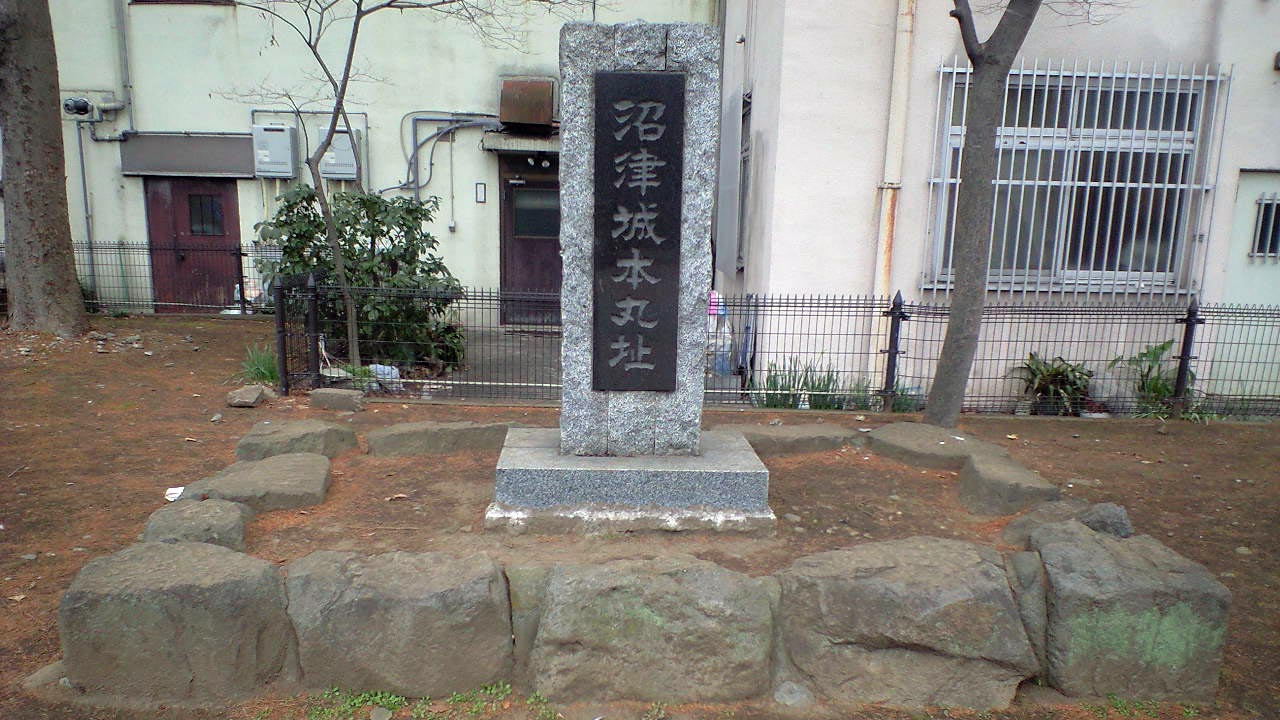
Monument marquant l'emplacement du donjon du château.

Après la restauration de Meiji, le domaine de Numazu est aboli avec la création du domaine de Shizuoka pour l'ancien shōgun Tokugawa Yoshinobu en juillet 1868. En 1873 cependant, le gouvernement de Meiji ordonne le démantèlement de tous les châteaux et fortifications du Japon. Le château de Numazu est donc détruit, ses douves comblées et ses terres vendues à des propriétaires privés.
Tout ce qu'il en reste aujourd'hui est un petit parc avec un monument indiquant l'emplacement du donjon dans la motte castrale intérieure et une petite partie du mur en pierres qui longeait une partie des anciennes douves.